# 岑威
岑 威（しん い）は、中国の通俗歴史小説『三国志演義』に登場する架空の人物。
魏の鎮遠将軍として登場するし、司馬懿に蜀軍から模造した木牛流馬で兵糧の輸送を任せられる。が、待ち伏せしていた蜀の王平に討ち取られる。